# Camille Doucet
Camille Doucet (ur. 16 maja 1812 w Paryżu, zm. 1 kwietnia 1895 tamże) – francuski dramaturg i poeta.
Studiował prawo, następnie pracował w administracji (był sekretarzem barona Faina w gabinecie Ludwika Filipa I). Od 1863 r. pełnił funkcję dyrektora administracji teatralnej, od 6 kwietnia 1865 r. był członkiem Akademii Francuskiej (fotel 32). Od 1876 r. pełnił funkcję sekretarza Akademii. W 1891 r. odznaczony Legią Honorową w klasie Wielkiego Oficera.
W 1847 r. ożenił się z Emmą Adelon.
Pisał głównie wodewile oraz komedie. Ważniejsze dzieła:  Un jeune homme (1841), L’Avocat de sa cause (1842), Le Baron de Lafleur (1843), La Chasse aux fripons (1846), Les Ennemis de la maison (1851), Le Fruit défendu (1858), La Considération (1860).